# Кипріян Заблоцький
Кипріян Францішек Заблоцький (1792–1868) - зем'янин (шляхтич) герба Лада часів І Речі Посполитої, власник двору в Рибно біля Сохачева. 
Вважається що це він славився своїми оригінальними інвестиціями, які мали принести йому великі гроші (за невелику вартість) і закінчилася невдачею.

## Легенда
Перекази кажуть, що саме від нього пішла приказка: "заробив (виграв), як Заблоцький на милі". 
Проте цей афоризм був відомий набагато раніше, ніж жив Кипріян Заблоцький. 
Наприклад поет Вацлав Потоцький у своїй збірці «Моралія» (1688—1696 р.) в творі "Miła jest różność w rzeczach" критикує італійську моду класти цукор та консерви в кінці трапези зі словами: 

„Nie do kwadry odmiana: miasto kapust, grochów,

Cukry stawiać na końcu obiadu od Włochów.

Wskórają też tak jako Zabłocki na mydle,

Wynicowawszy modę staropolską w żydle"

Сама легенда свідчить, що якийсь Заблоцький вирішив легко збагатитися виробництвом мила у сімейному маєтку в Рибно, яке потім мав намір вигідно продати за кордон. Вироблене мило мали доставити по річці Вісла до Гданська, а звідти - морем на кораблі. Однак, щоб збільшити прибуток, Заблоцький вирішив обдурити пруських митників і, перед самим кордоном з Прусією, прив'язав увесь вантаж та кинув у воду. Ящики, в які було заховане мило, слід було запечатати і зв’язати між собою. Під час плавання баржа тягла ящики під водою, щоб сховати їх від очей митників. Митного збору вдалося уникнути, але коли підняли ящики в Гданську, виявилося, що вони були недостатньо щільні, і все мило розчинилось у воді. Так Заблоцький втратив усі вкладені гроші.
Михайло Чайковський у своїх спогадах "Кампанія над Дунаєм 1854-1855", пише: "Міхаловський, шляхтич з Великого князівства Литовського, з-під Новогрудка..... добре заробив на війні, а не як Заблоцький з милом". 
Цей усталений вираз відноситься до народної творчості так само, як і виграв як Костюк на вовні або заробив як Хома на булках, тощо.